# La divorziata (film 1930)
La divorziata (The Divorcee) è un film del 1930, diretto da Robert Z. Leonard.

## Trama
Il matrimonio tra Jerry e Ted, dopo tre anni di felicità, va a rotoli quando lei scopre che il marito ha avuto una relazione con un'altra donna. Anche se prima delle nozze i due si erano ripromessi di seguire un comportamento libero, Jerry è delusa e cerca conforto presso Don, il miglior amico del marito. A Ted, però, non va giù che la moglie frequenti altri uomini e chiede, ottenendolo, il divorzio. Le strade della coppia si separano.
Passa del tempo. Jerry incontra nuovamente un suo vecchio innamorato, Paul e accetta di accompagnarlo in un viaggio in Giappone come sua moglie. Ma Helen, la moglie di Paul, le chiede di farsi da parte. Jerry si rende conto di non amare Paul e ritorna a Parigi. Lì, alla vigilia di Capodanno, ritrova Ted con il quale si riconcilia.

## Produzione
Il film fu girato in California, negli studi della MGM a Culver City e all'isola di Santa Catalina con un budget stimato di 340.691 dollari.

## Distribuzione
Il film, distribuito dalla MGM, uscì nelle sale statunitensi il 19 aprile 1930.

### Date di uscita
IMDb
- USA	19 aprile 1930
- Danimarca	 6 novembre 1931
- Finlandia	7 febbraio 1932

Alias
- The Divorcee	USA (titolo originale)
- A Divorciada	Brasile
- Die Frau für alle	Austria
- La divorciada	Spagna
- La divorziata	Italia
- Meta to diazygio	Grecia
- Utro	Danimarca

## Riconoscimenti
- 1930 - Premio Oscar
  - Miglior attrice protagonista a Norma Shearer
  - Candidatura Miglior film alla MGM
  - Candidatura Migliore regia a Robert Z. Leonard
  - Candidatura Migliore sceneggiatura non originale a John Meehan